# Autökologisches Optimum
Das autökologische Optimum einer Art bezeichnet den für die jeweilige Art physiologisch günstigsten Bereich des Vorkommens in Bezug auf Umweltfaktoren, ohne Einfluss durch Konkurrenz von Individuen anderer Arten. Das ökologische Optimum ist der Vorzugsbereich der ökologischen Potenz der jeweiligen Art. Jede Art hat in der Regel für einen abiotischen Faktor ein Optimum, z. B. ein Temperaturoptimum, ein Luftfeuchteoptimum, einen optimalen pH-Wert usw.
Für konkurrenzstarke Arten fallen ihr autökologisches Optimum und ihr Optimum bei interspezifischer Konkurrenz, das synökologische Optimum, oft zusammen. Konkurrenzschwache Arten werden von Konkurrenten aus ihrem autökologischen Optimum verdrängt, d. h. das Maximum ihres tatsächlichen Vorkommens entspricht nicht dem Bereich, der für die Art eigentlich optimal wäre.